# Challenger de Ann Arbor 2020
El Challenger de Ann Arbor 2020 fue un evento de tenis de categoría challenger disputado entre el 6 de enero y el 12 de enero de 2020. En su primera edición, y como parte de la temporada 2020 del circuito challenger, se disputó en las canchas de pista dura del Varsity Tennis Center, ubicado en la ciudad de Ann Arbor, Estados Unidos. El torneo repartió $54 100 en premios y 80 puntos ATP al ganador.

## Distribución de puntos
| Modalidad    | Campeón | Finalista | Semifinales | Cuartos de final | 3ª ronda | 2ª ronda | 1ª ronda | Clasificados | 1ª ronda de clasificación |
| Individuales | 80      | 48        | 29          | 15               | 7        | 4        | 0        | 0            | -                         |
| Dobles       | 80      | 48        | 29          | 15               | -        | -        | 0        | 0            | -                         |

## Participantes en individuales

### Cabezas de serie
| Favorito | País                               | Jugador             | Ranking | Posición en el torneo |
| -------- | ---------------------------------- | ------------------- | ------- | --------------------- |
| 1        | Bandera de Estados Unidos          | Bjorn Fratangelo    | 207     | Cuartos de final      |
| 2        | Bandera de Estados Unidos          | Noah Rubin          | 210     | Segunda ronda         |
| 3        | Bandera de Estados Unidos          | Sebastian Korda     | 249     | Segunda ronda         |
| 4        | Bandera de la República Dominicana | Roberto Cid Subervi | 258     | Finalista             |
| 5        | Bandera de Bélgica                 | Ruben Bemelmans     | 260     | Segunda ronda         |
| 6        | Bandera de Argentina               | Renzo Olivo         | 265     | Segunda ronda         |
| 7        | Bandera de Ecuador                 | Roberto Quiroz      | 266     | Cuartos de final      |
| 8        | Bandera de Estados Unidos          | JC Aragone          | 275     | Cuartos de final      |
| 9        | Bandera de Croacia                 | Nino Serdarušić     | 278     | Tercera ronda         |
| 10       | Bandera de Italia                  | Daniel Altmaier     | 279     | Semifinales           |
| 11       | Bandera de Japón                   | Kaichi Uchida       | 286     | Segunda ronda         |
| 12       | Bandera de Estados Unidos          | Kevin King          | 298     | Segunda ronda         |
| 13       | Bandera de Brasil                  | Pedro Sakamoto      | 308     | Tercera ronda         |
| 14       | Bandera de Estados Unidos          | Michael Redlicki    | 314     | Segunda ronda         |
| 15       | Bandera de Estados Unidos          | Sekou Bangoura      | 316     | Tercera ronda         |
| 16       | Bandera de Brasil                  | Thomaz Bellucci     | 319     | Segunda ronda         |

- Se ha tomado en cuenta el ranking del 28 de noviembre de 2019.[3]

### Otros participantes
Los siguientes jugadores recibieron una invitación (wild card), por lo tanto ingresan directamente al cuadro principal (WC):
- Andrew Fenty
- Aleksandar Kovacevic
- John McNally
- Ondřej Štyler
- Zachary Svajda

Los siguientes jugadores entraron en el cuadro principal usando ranking protegido (PR):
- Nicolás Barrientos
- Patrick Kypson

Los siguientes jugadores entraron al cuadro principal tras disputar las clasificaciones (Q):
- Alejandro Gómez
- Strong Kirchheimer

## Participantes en dobles

### Cabezas de serie
| Favoritos | Tenistas                             | Ranking | Posición en el torneo |
| 1         | Evan King Hunter Reese               | 239     | Cuartos de final      |
| 2         | Luis David Martínez Fernando Romboli | 239     | Semifinales           |
| 3         | Robert Galloway Hans Hach Verdugo    | 258     | Campeones             |
| 4         | Treat Huey Nathaniel Lammons         | 261     | Semifinales           |

### Otros participantes
Las siguientes parejas recibieron una invitación (wild card), por lo tanto ingresan directamente al cuadro principal (WC):
- Nick Beaty /  Connor Johnston
- Andrew Fenty /  Mattias Siimar
- Stefan Kozlov /  Korey Lovett

Las siguientes parejas entraron en el cuadro principal usando ranking protegido (PR):
- Christian Harrison /  Sebastian Korda
- Nicolás Barrientos /  Alejandro Gómez

## Campeones

### Individual Masculino
- Ulises Blanch  derrotó en la final a  Roberto Cid Subervi por 3–6, 6–4, 6–2

### Dobles Masculino
- Robert Galloway /  Hans Hach Verdugo derrotaron en la final a  Nicolás Barrientos /  Alejandro Gómez por 4–6, 6–4, [10–8]